# 斯圖爾特馬諾 (紐約州)
斯圖爾特馬諾（英語：Stewart Manor）是位於美國紐約州拿騷縣的村。

## 人口
根據2020年美國人口普查的數據，斯圖爾特馬諾的面積為0.52平方千米，皆為陸地。當地共有人口1992人，而人口密度為每平方千米3,831人。